# Poissonova pega
Poissonova péga (Aragojeva péga, Arago-Poissonova péga, Fresnelova svêtla péga ali Fresnelov dísk) [poasónova, aragójeva, fresnélova ~] je v optiki svetla pega, ki nastane v središču sence krožnega telesa (objekta) zaradi Fresnelovega uklona. Ta pojav je bil pomemben pri odkritju valovne narave svetlobe in predstavlja običajni način prikaza, da se svetloba obnaša kot valovanje, na primer pri laboratorijskih vajah študentov fizike.
Za osnovno eksperimentalno namestitev je potreben »točkovni vir«, kot sta na primer osvetljena luknjica ali odklonjen laserski snop. Razsežnosti namestitve se morajo ujemati z zahtevami Fresnelovega uklona. Fresnelovo število mora biti enako:
{\displaystyle F={\frac {d^{2}}{\ell \lambda }}\gtrsim 1\!\,,}
kjer je:
{\displaystyle d\,} – premer krožnega telesa (objekta),
{\displaystyle \ell \,} – razdalja med telesom in zaslonom,
{\displaystyle \lambda \,} – valovna dolžina vira.
Tudi rob krožnega telesa mora biti dovolj gladek.
Ti pogoji skupaj pojasnijo zakaj se svetle pege v vsakdanjem življenju ne sreča. Vendar z laserskimi viri, ki so dandanes na voljo, poskusa s Poissonovo pego ni težko izvesti.
V astronomiji se lahko Poissonova pega na primer opazuje tudi pri zelo neostri sliki zvezde v Newtonovem refraktorju. V takšnem primeru zvezda predstavlja skoraj idealni točkovni vir v neskončnosti, sekundarno zrcalo daljnogleda pa predstavlja krožno oviro.
Kadar svetloba osvetljuje krožno oviro, se po Huygensovem načelu vsaka točka v ravnini ovire obnaša kot nov točkovni vir svetlobe. Svetloba, ki izhaja iz točk na obodu ovire in potuje proti središču sence, naredi točno enako pot, tako da vsa svetloba, ki potuje blizu mimo telesa, prispe na zaslon s fazno razliko in konstruktivno interferira. To povzroči nastanek svetle pege v središču sence, kjer geometrijska optika in delčne teorije svetlobe napovedujejo, da ne bi smelo biti nič svetlobe.

## Zgodovina
Mnogo znanstvenikov v 17. in 18. stoletju, kot na primer Isaac Newton, je zavračalo valovno teorijo svetlobe, ki jo je okoli leta 1650 predlagal Christiaan Huygens. Še naprej so privzemali, da je svetloba sestavljena iz delcev in, da se njihove poti lahko opišejo čisto mehansko. V tem času še ni bilo znano, da se lahko svetloba popolnoma opiše le kvantnomehansko.
V začetku 19. stoletja je zamisel, da se svetloba ne giblje preprosto vzdolž premic, spet pridobila na veljavi. Thomas Young je leta 1807 objavil svoj znameniti interferenčni poskus z dvema ozkima režama. Izvirni Aragojev poskus s pego se je izvedel desetletje kasneje in je bil odljučujoči poskus glede vprašanja ali je svetloba delec ali valovanje. Zato je zgled experimentuma crucisa.
V tem času je večina sprejemala Newtonovo korpuskularno teorijo svetlobe, med njimi tudi Siméon-Denis Poisson. Leta 1818 je Francoska akademija znanosti zaradi več nepojasnjenih optičnih opazovanj sprožila tekmovanje, ki bi pojasnilo takšne značilnosti svetlobe, in Poisson je bil med prvimi člani razsodniškega odbora. Med člani so bili tudi Laplace, Biot in Gay-Lussac. Augustin-Jean Fresnel je sodeloval pri tekmovanju in predlagal svojo valovno teorijo svetlobe.
Poisson je preučil Fresnelovo teorijo do podrobnosti in je, ker je podpiral delčno teorijo svetlobe, z miselnim preskusom poskušal najti način, da bi jo ovrgel. Menil je, da je našel pomanjkljivost, da bi zaradi posledice Fresnelove teorije na svetlobni osi morala obstajati svetla pega v senci krožne ovire, kjer pa naj bi po delčni teoriji bila popolna tema. Ker se Poissonovo pego v vsakdanjem življenju težko opazi, jo je Poisson obravnaval kot absurdni rezultat in kar naj bi tudi izpodbilo Fresnelovo teorijo.
Arago se je kot vodja odbora odločil, da bo izvedel podrobni preskus pod enakimi pogoji. Kovinski disk s premerom 2 mm je zalil s stekleno ploščico in voskom. Uspelo mu je opazovati napovedano pego, kar je prepričalo večino znanstvenikov o valovni naravi svetlobe, Fresnel pa je zmagal. Nagrado so mu podelili novembra 1819.
Arago je kasneje poročal, da sta pojav (kasneje poimenovan »Poissonova pega« ali »Aragojeva pega«) opazovala že Delisle leta 1715 in Maraldi leta 1723. Veliko kasneje leta 1905 se je izkazalo (v enem od Einsteinovih člankov »čudežnega« leta (annus mirabilis)), da se lahko svetlobo enakovredno obravnava kot delec (delčnovalovna dualnost).

## Teorija
Huygensovo načelo je eno glavnih vodil Fresnelove valovne teorije. Po njem vsaka neovirana točka valovnega čela postane vir sekundarnega krogelnega valčka in je amplituda optičnega polja E v točki na zaslonu dana s superpozicijo vseh teh sekundarnih valčkov, pri čemer se upoštevajo njihove relativne fazne razlike. To pomeni, da je polje v točki P1 na zaslonu dano s ploskovnim integralom:
{\displaystyle U(P_{1})={\frac {Ae^{\mathbf {i} kr_{0}}}{r_{0}}}\int _{S}{\frac {e^{\mathbf {i} kr_{1}}}{r_{1}}}K(\chi )\,\mathrm {d} S\!\,,}
kjer je inklinacijski faktor {\displaystyle K(\chi )}, ki zagotavlja, da se sekundarni valčki ne širijo nazaj, podan kot:
{\displaystyle K(\chi )={\frac {\mathbf {i} }{2\lambda }}(1+\cos \chi )\!\ }
in pri čemer je še:
{\displaystyle A\,} – amplituda valovanja vira
{\displaystyle k={\frac {2\pi }{\lambda }}} – valovno število
{\displaystyle S\,} – neovirana površina.
Prvi člen zunaj integrala predstavlja oscilacije od valovanja vira na razdalji r0. Podobno člen znotraj integrala predstavlja oscilacije od valčkov na razdalji r1.
Za izračun jakosti za krožno oviro s pomočjo tega integrala se privzame, da eksperimentalni parametri izpolnjujejo zahteve režima blizupoljskega uklona (velikost krožne ovire is velika v primerjavi z valovno dolžino in majhna v primerjavi z razdaljama g=P0C in b=CP1). V polarnih koordinatah potem sledi integral za krožno telo (glej na primer Born in Wolf):
{\displaystyle U(P_{1})=-{\frac {\mathbf {i} }{\lambda }}{\frac {Ae^{\mathbf {i} k(g+b)}}{gb}}2\pi \int _{a}^{\infty }e^{\mathbf {i} k{\frac {1}{2}}\left({\frac {1}{g}}+{\frac {1}{b}}\right)r^{2}}r\,\mathrm {d} r\!\,.}
Ta integral se lahko reši numerično (glej spodaj). Če je g velika, b pa majhna, tako da kot {\displaystyle \chi } ni zanemarljiv, se lahko integral za enoosni primer (P1 je v središču sence) zapiše kot (glej :186):
{\displaystyle U(P_{1})={\frac {Ae^{\mathbf {i} kg}}{g}}{\frac {b}{\sqrt {b^{2}+a^{2}}}}e^{\mathbf {i} k{\sqrt {b^{2}+a^{2}}}}\!\,.}
Jakost vira, ki je kvadrat poljske amplitude, je {\displaystyle I_{0}=\left|{\frac {Ae^{\mathbf {i} kg}}{g}}\right|^{2}\,}, jakost zaslona pa je {\displaystyle I=\left|U(P_{1})\right|^{2}\,}. Jakost na osi kot funkcija razdalje b je potem dana kot:
{\displaystyle I={\frac {b^{2}}{b^{2}+a^{2}}}I_{0}\!\,.}
To kaže na to, da jakost na osi v središču sence teži h kvadratni jakosti, kakor da krožnega telesa sploh ne bi bilo. Velja tudi naprej, da Poissonova pega nastane tudi nekaj premerov vira za diskom.

### Izračun uklonskih slik
Za izračun polne uklonske slike, ki je vidna na zaslonu, je treba upoštevati ploskovni integral iz predhodnega razdelka. Krožne simetrije ni več moč izkoriščati, ker premica med virom in poljubno točko na zaslonu ne poteka skozi središča krožnega telesa. Z aperturno funkcijo {\displaystyle g(r,\theta )}, ki je enaka 1 za prosojne dele ravnine telesa in 0 drugače (je enaka 0, če neposredna premica med virom in točko na zaslonu poteka skozi krožno telo, ki zastira svetlobo iz vira), je integral, ki ga je treba rešiti, dan kot:
{\displaystyle U(P_{1})\propto \int _{0}^{2\pi }\int _{0}^{\infty }g(r,\theta )e^{{\frac {\mathbf {i} \pi \rho ^{2}}{\lambda }}\left({\frac {1}{g}}+{\frac {1}{b}}\right)}\rho \,\mathrm {d} \rho \,\mathrm {d} \theta \!\,.}
Numerično računanje integrala s pomočjo trapeznega pravila ali Simpsonovega pravila ni učinkovito in postane numerično nestabilno še posebej za konfiguracije z velikim Fresnelovim številom. Vendar je možno rešiti radialni del integrala, tako da preostane le numerična integracija prek azimutnega kota. Za določeni kot je treba rešiti krivuljni integral za žarek z izhodiščem v presečišču premice P0P1 z ravnino krožnega telesa. Doprinos določenega žarka z azimutnim kotom {\displaystyle \theta _{1}\,}, ki poteka čez prosojni del ravnine telesa od {\displaystyle r=s} do {\displaystyle r=t}, je enak:
{\displaystyle R(\theta _{1})\propto e^{\pi \mathbf {i} s^{2}/2}-e^{\pi \mathbf {i} t^{2}/2}\!\,.}
Tako je treba za vsak kot izračunati presečišča žarka s krožnim telesom in potem sešteti doprinose {\displaystyle I(\theta _{1})\,} za določeno število kotov med 0 in {\displaystyle 2\pi }. Rezultati takšnega izračuna so prikazani na naslednji sliki.
Slika prikazuje simulirano Poissonovo pego v senci diska za premer 2 mm na razdalji 1 m od diska. Točkovni vir ima valovno dolžino 633 nm (na primer helij-neonov laser) in je postavljen 1 m stran od diska. Širina slike odgovarja 16 mm.

## Eksperimentalni aspekti

### Jakost in velikost
Za idealni točkovni vir je jakost Poissonove pege enaka ne zmotenemu valovnemu čelu. Le širina Poissonove vrha jakosti pege je podvisna od razdalj med virom, krožnim telesom in zaslonom, kakor tudi valovna dolžina vira in premer krožnega telesa. To pomeni, da se lahko kompenzira za zmanjšanje valovne dolžine vira s povečanjem razdalje l med krožnim telesom in zaslonom ali z zmanjšanjem premera krožnega telesa.
Prečna porazdelitev jakosti na zaslonu ima dejansko obliko kvadrirane ničte Besslove funkcije prve vrste, kadar je blizu optične osi in kjer se vzame vir ravnega valovanja (točkovnega vira v neskončnosti):
{\displaystyle U(P_{1},r)\propto J_{0}^{2}\left({\frac {\pi rd}{\lambda b}}\right)\!\,,}
kjer je:
{\displaystyle r\,} – razdalja točke P1 na zaslonu od optične osi
{\displaystyle d\,} – premer krožnega telesa
{\displaystyle \lambda \,} – valovna dolžina vira
{\displaystyle b\,} – razdalja med krožnim telesom in zaslonom.

### Velikost končnega vira in prostorska koherenca
Glavni razlog zakaj je Poissonovo pego iz običajnih svetlobnih virov v krožnih sencah težko opazovati je, da so takšni svetlobni viri slabi približki točkovnih virov. Če ima vir valovanja končno velikost S, bo imela Poissonova pega velikost, ki je podana kot S×b/g, kot da bi se krožno telo obnašalo kot leča. Istočasno se jakost Poissonove pege zmanjša glede na jakost neoviranega valovnega čela.

### Odstopanja od krožnosti
Če se presek krožnega telesa rahlo razlikuje od svoje krožne oblike (vendar ima v manjšem merilu še vedno oster rob), se oblika Poissonove pege točkovnega vira spremeni. Še posebej, če ima telo eliptični presek, ima Poissonova pega obliko evolute. Upoštevati je treba, da se to zgodi le, če je vir blizu idealnemu točkovnemu viru. Podaljšan vir le malo vpliva na Poissonovo pego, saj se ta lahko obravnava kot funkcija širjenja točke. Zato slika podaljšanega vira zaradi konvolucije s funkcijo širjenja točke postane le zabrisana, ne zmanjša pa celotne jakosti.

### Hrapavost površine krožnega telesa
Poissonova pega je zelo občutljiva na ostopanja v majhnem merilu od icealnega krožnega preseka. To pomeni, da lahko majhna količina površinske hrapavosti krožnega telesa v celoti izniči svetlo pego.
Ta pojav se lahko najlepše razume s pomočjo koncepta Fresnelovega elipsoida (cone). Krožno telo zastira deločeno število Fresnelovih con. Fresnelova cona z začetkom pri robu krožnega telesa, je edina, ki prispeva k Poissonovi pegi. Vse Fresnelove cone, ki so dlje zunaj, destruktivno interferirajo med seboj in se zato izničujejo. Naključno gubanje robu, katerega aplituda ima isti red kot širina sosednje Fresnelove cone, zmanjšuje jakost Poissonove pege. Prispevki iz delov robu, katerih polmer se je z gubanjem povečal na približno širino sosednje Fresnelove cone, sedaj destruktivno interferirajo s tistimi prispevki, na katere gubanje ni vplivalo.
Sosednja Fresnelova cona je dana približno kot:
{\displaystyle \Delta r\approx {\sqrt {r^{2}+\lambda {\frac {gb}{g+b}}}}-r\!\,.}
Gubanje robu ne sme biti večje od 10 % te širine, da se vidi skoraj idealna Poissonova pega. V simulacijah z diskom premera 4 mm ima sosednja Fresnelova cona širino približno 77 µm.

## Nastanek zvočnih prisluhov
Pojav Poissonove pege se lahko manifestira ne samo v optiki ampak tudi v akustiki. Zgled takšne pojavitve je nastanek zvočnih prisluhov. Bistvo pojava je, da je valovna dolžina zvoka s frekvenco reda 1 do 4 kHz primerljiva z velikostjo človeške glave. Tako je možno, da, če je na eni strani glave zvokovni vir, se lahko blizu na drugi strani zaradi pojava Poissonove pege pojavijo največje jakostne pege. Tako se zdi, da zvok prihaja iz napačne smeri in s tem prislušno zaznavanje. Opazovanje tega pojava zahteva posebne pogoje in je v resničnem življenju redko.

## Poissonova pega s snovnim valovanjem
Nedavno so poskus s Poissonovo pego prikazali z nadzvočnim razširjajočim se snopom devterijskih molekul (zgled nevtralnega snovnega valovanja). Snovni delci, ki se obnašajo kot valovanje, so znani iz kvantne mehanike. Valovna narava delcev dejansko izvira iz de Brogliejeve domneve, kakor tudi iz poskusov Davissona in Germerja. Poissonova pega elektronov, ki tudi sestavljajo snovno valovanje, se lahko opazuje v prosojnih elektronskih mikroskopih (TEM) pri pregledovanju krožnih struktur z določeno velikostjo.
Opazovanje Poissonove pege z velikimi molekulami in dokazovanje njihove valovne narave je predmet trenutnih raziskovanj.

## Druge uporabe
Poleg prikaza valovnega obnašanja ima Poissonova pega še nekaj drugih uporab. Ena od zamisli je uporaba Poissonove pege kot referenca premosti v poravnalnih sistemih (glej ). Druga je preiskovanje aberacij v laserskih snopih s pomočjo občutljivosti pege na aberacije snopa.